# Брюссель (альбом)
Брюссель — український музичний проєкт Святослава Вакарчука, у якому також взяли участь Дмитро Шуров, Петро Чернявський, Макс Малишев і Сергій Бабкін. Музичними продюсерами проєкту «Брюссель» стали Мілош Єліч та Петро Чернявський.

## Опис
Альбом було записано у серпні 2011 року в Брюсселі на студії ICP Recording Studios. Робоча назва була 96,7, але згодом її замінили на Брюссель. До альбому ввійшло 12 композицій (10 — українською мовою та дві — англійською).
Концерт-презентація відбувся наживо на відеосервісі YouTube — це був перший в Україні випадок такої презентації альбому.
Весною 2012 року пройшов тур проєкту за участі усіх учасників запису альбому.

## Композиції
1. Airplane (3:18)
2. Адреналін (2:54)
3. Come to me baby (3:25)
4. Дощ (3:57)
5. Дай мені чистої води (3:08)
6. Заплети (у свої коси ніч) (4:41)
7. Не плач (5:01)
8. Зелений чай (3:51)
9. Цунамі (2:35)
10. В останній момент (3:53)
11. Моя планета (4:08)
12. Де я (3:41)

Музика і слова — Святослав Вакарчук, крім пісні «Зелений чай» (муз. і сл. — Сергій Бабкін)

## Музиканти
- Святослав Вакарчук — вокал
- Дмитро Шуров — рояль, електропіано, електрооргани, металофон
- Макс Малишев — барабани, перкусія
- Петро Чернявський — бас-гітара, гітари
- Сергій Бабкін — бек-вокал (основний вокал — пісня «Зелений чай»), гітари, флейта, перкусія